# Некрополе (Поткозарје)
Некрополе у Поткозарју су за собом остављали стари Словени и оне свједоче о њиховом раном доласку на просторе Козаре и Поткозарја.
Слиједи преглед некропола овога и ближих подручја:

## Некропола у Маховљанима
Некропола у Маховљанима датира од X до XI вијека. Од 8 гробова у 4 су нађени накит од бронзе (већином наушнице, прстење). Ово је типична словенска некропола.

## Село Бакинци
Село Бакинци налази се 4-6 km сјеверозападно од Лакташа. На локалитету Орашје и Виногради налази се 20 стећака (10 плоча и 10 сандука). Споменици немају украса.

## Некропола Балтине Баре
Некропола Балтине Баре лежи у пољу између Балтиних Бара и Гомјенице код Приједора. Некропола у Балтиним Барама садржи укупно 243 откривена гроба. Оријентација гробова: сјеверозапад-југоисток. Пронађени накити у гробовима су од бронзе. Некропола на Балтиним Барама припада типу некропола равних гробова на редове, познатих у раном средњем вијеку. Редови се пружају у правцу југозапад-сјевероисток. Некропола у Балтиним Барама сврстава се у ред најбогатијих словенских некропола у нашој земљи.